# Amerikai pite
Az Amerikai pite (eredeti cím: American Pie) 1999-ben bemutatott amerikai tini-filmvígjáték, az Amerikai pite filmek első része, amely tinédzserek első szexuális próbálkozásairól szól. A testvérpár Paul és Chris Weitz első rendezése volt, és hatalmas sikere miatt több folytatás követte. A film címe egy közismert dalból ered, és abból, hogy Jim, a történet egyik szereplője, egy meleg pitével próbál meg közösülni, miután barátai szerint a női nemi szerv arra hasonlít legjobban.
A történet fő cselekményévé később Jim és Michelle kapcsolata válik, azonban az Amerikai pite egyfajta márkanévvé nőtte ki magát a tinivígjátékok közt, ezért több, csak DVD-re kiadott „folytatást” is megélt. 2012-ben az eredeti szereplőkkel bemutattak egy új epizódot, az Amerikai pite: A találkozót.

## Rövid történet
Négy végzős gimnazista fiú egyezséget köt, miszerint elveszítik szüzességüket a szalagavató bál estéjéig.

## Cselekmény
Nyugat-Michigan egyik kisvárosában, East Great Falls-ban négy gimnáziumi jóbarát: Kevin Myers (Thomas Ian Nicholas), a magabiztos diák, akinek már barátnője is van Vicky (Tara Reid) személyében; Chris "Oz" Ostreicher, a lacrosse-csapat oszlopos tagja; Jim Levenstein (Jason Biggs), a szexuális téren bénázó srác, akit az apja (Eugene Levy) próbál segíteni a szexuális felvilágosítással; és Paul Finch (Eddie Kaye Thomas), a kissé sznob módon viselkedő diák egyezséget kötnek, hogy elvesztik szüzességüket még a szalagavató bál estéjéig. Mindezt azért teszik, mert látják, hogy egy különc osztálytársuknak, Chuck Shermannek (Chris Owen) sikerült elvesztenie a szüzességét nagydumás barátjuk, Steven Stifler (Seann William Scott) házibulijában.
Nem sokkal ezután Vicky megvádolja Kevint, hogy csak a szex miatt van vele, ezért megpróbál vele kibékülni, és felkészülni a bál estéjére, amikor tervei szerint először fognak szeretkezni. Közben Oz csatlakozik az iskolai kórushoz, hogy levetkőzze a ráaggatott izomagyú bunkó jelzőt. Itt megismerkedik egy Heather nevű lánnyal (Mena Suvari), akihez közel kerül, de amikor a lány megtudja a srác hírnevét, megsértődik. Végül mégis sikerül elnyernie a bizalmát. Finch fizet Vicky egyetemista barátnőjének, Jessicának (Natasha Lyonne) kétszáz dollárt, hogy elterjessze fantasztikus szexuális képességeinek a hírét. Sajnos azonban összeütközésbe kerül Stiflerrel egy lány miatt, aki bosszúból hashajtót tesz a kávéjába, így járatva le őt a lányok előtt. Közben Jim egy cseh cserediáklányt, Nadját (Shannon Elizabeth) próbál befűzni. Áthívja magukhoz, tanulás ürügyén, de a szobát Stifler tanácsára bekamerázza. Abban a hitben van, hogy csak a barátai látják az adást, de véletlenül az iskola minden tanulója láthatja, ahogy Jim, a szó szoros értelmében, kétszer is felsül.
Jim csalódott, mert Nadja hazautazott, és ő itt áll a szalagavató bál előtt, nő nélkül. Elkeseredésében elhívja az iskolai zenekar egyik tagját, Michelle-t (Alyson Hannigan) a bálba, abban a hitben, hogy ő az egyetlen lány, aki nem látta szexuális csődjét az interneten. Aznap este mind a négy srác feszült, de aztán Vicky megtalálta azt a lányt, akivel Sherman állítólag először szexelt. A bál nyilvánossága előtt elmeséli mindenkinek, hogy köztük sosem volt semmi, és hogy Sherman zavarában gyakran be is pisil. Ez újult erőt ad a srácoknak, akik a bál utáni bulinak így vágnak neki Stifleréknél. Kevin és Vicky végre szeretkeznek, de másnap szakítanak is, mert az egyetemi évek alatt túl nagy lenne köztük a távolság. Oz kibékül Heatherrel, miután úgy érzi, életében először szerelmes lett. Egy csodás éjszakát tölt a lánnyal, de azt senkinek nem árulja el, mi történt. Jim és Michelle is szexelnek (miután fény derül arra, hogy a zenetáborban, aminek a történeteivel folyton traktálta, bizony fülledt szexuális kalandok is történtek), de közben kiderül a fiú számára, hogy Michelle is látta őt az interneten – ezért választotta őt. A vad szex után másnap Michelle kora reggel eltűnik, és Jimnek imponál, hogy egy nő kihasználta őt. Finch sem maradt egyedül: találkozott Stifler mamájával, Jeanine-nel (Jennifer Coolidge), akit elbűvöl a kifinomultságával, majd a biliárdasztalon szeretkeznek, Stifler döbbenetére. A buli után másnap a négy barát a következő lépésre iszik tósztot, Jim pedig az internet segítségével sztriptízel Nadjának.

## Szereplők
| Szerep                  | Színész             | Magyar hang      |
| ----------------------- | ------------------- | ---------------- |
| Jim Levenstein          | Jason Biggs         | Hevér Gábor      |
| Chris 'Oz' Ostreicher   | Chris Klein         | Stohl András     |
| Victoria 'Vicky' Lathum | Tara Reid           | Vadász Bea       |
| Jim apja                | Eugene Levy         | Rosta Sándor     |
| Jim anyja               | Molly Cheek         | Csere Ágnes      |
| Heather                 | Mena Suvari         | Molnár Ilona     |
| Kevin Myers             | Thomas Ian Nicholas | Crespo Rodrigo   |
| Stifler anyja           | Jennifer Coolidge   | Orosz Anna       |
| Nadia                   | Shannon Elizabeth   | Murányi Tünde    |
| Michelle                | Alyson Hannigan     | Simonyi Piroska  |
| Jessica                 | Natasha Lyonne      | Timkó Eszter     |
| Chuck Sherman           | Chris Owen          | Breyer Zoltán    |
| Steve Stifler           | Seann William Scott | Gáspár András    |
| Paul Finch              | Eddie Kaye Thomas   | Minárovits Péter |

A Blink-182 zenekar felbukkan a filmben cameoszerepben, amikor nézik Jimet és Nadiát a webkamerán keresztül. A stáblistában a dobos Travis Barker tévedésből Scott Raynorként szerepel, ő volt az együttes korábbi dobosa. Ráadásul a stáblista végén, ahol a felhasznált zenéket sorolják fel, a szerzők között is tévesen szerepel, mint "Travis Barkor". Az együttes zenei stílusa összefonódott a filmmel, a későbbi folytatásokban is hasonló dalok voltak hallhatóak.
Kevin bátyját, Tomot Casey Affleck alakította egy rövid jelenetben. Emellett 1999 februárjának Playmate-je, Stacy Fuson is felbukkan abban a jelenetben, amikor a női mosdóból kijövő Finchet kinevetik a lányok.

## Helyszínek
A forgatókönyvírók számára kiindulási alapot saját középiskolai élményeik adták a michigani East Grand Rapids Középiskolában. A filmbeli várost ezért is hívták East Great Falls-nak, az iskolai csapat színei is kék-arany, valamint a kabala is ugyanaz, mint a való életben. Az étterem, ahol a szereplők az idejüket töltik, a Grand Rapids-i "Yesterdog" hot dog-osról lett mintázva. A film munkacíme "East Great Falls High" volt.
A forgatás 1998. július 21-én kezdődött és szeptember 11-én ért véget. A valóságban Dél-Kaliforniában vették fel a filmet, főként Long Beach-en. Az iskolát több középiskola játszotta: a Millikan, melynek a hivatalos színei kék és arany, voltak a kültéri felvételek helyszínei, a Long Beach Polytechnic pedig a beltéri. Mindkét iskola Los Cerritosban található, amelytől alig pár kilométernyire vették fel a "Meglógtam a Ferrarival" és a "Donnie Darko" című filmek jeleneteit.

## Fogadtatás
Annak ellenére, hogy a filmet titkos sikervárományosként kezelték, költségcsökkentési okokból a Universal Pictures eladta a külföldi forgalmazás jogait a cannes-i nemzetközi filmfesztiválon. Az Amerikai pite összesen 235 millió dollárt termelt ki a világon, ennek több mint a fele külföldről jött. Ez lett az 1999-es év huszadik legnyereségesebb filmje, Németországban pedig a "Mission: Impossible 2." és az "Amerikai szépség" bemutatójáig a legsikeresebb külföldi film.
A kritikák vegyesen értékelték a filmet. A Rotten Tomatoes oldalán 61%-ot kapott, a Metacritic-en 5,8/10 pontot, az IMDB-n pedig 7/10 ponton áll. Egyes kritikák szerint a tinivígjátékokat hozta vissza a köztudatba, mások szerint viszont sekélyes és középszerű.

## Vágatlan változat
A cenzúra illetve praktikussági okok miatt a filmet több helyen megvágták, de a DVD-n megjelent kiadáson ezeket pótolták:
- Vicky és Kevin Stiflerék bulijában történő kalandja során mutatják, ahogy Vicky visszahúzza a felsőjét.
- Jim a pitével az asztalon fekve szeretkezik, és nem állva. Éppen ezért amikor az apja rányit, azt a jelenetet is megváltoztatták.
- Kevin a Szerelem Bibliájában lát néhány rajzot különféle szexpozitúrákról is.
- Amikor Kevin a nyelvével elégíti ki Vickyt a lány szobájában, a jelenet hosszabb és más kameraállásból mutatják.
- Nadja Jim szobájában fekve benyúl a bugyijába.

## Filmzene
1. Libra Presents Taylor – "Anomaly (Calling Your Name)"
2. Etta James – "At Last"
3. Hole – "Celebrity Skin"
4. "Don't You Forget About Me"
5. "Do You Believe In Magic"
6. Everclear – "Everything To Everyone"
7. Harvey Danger – "Flagpole Sitta"
8. Dishwalla – "Find Your Way Back Home"
9. Duke Daniels – "Following A Star"
10. The Brian Jonestown Massacre – "Going To Hell"
11. Dan Wilson of Semisonic és Bic Runga – "Good Morning Baby"
12. Sugar Ray – "Glory"
13. "How Sweet It Is (To Be Loved By You)"
14. Loni Rose – "I Never Thought You Would Come"
15. Oleander – "I Walk Alone"
16. The SEX-O-RAMA Band – "Love Muscle"
17. The Atomic Fireballs – "Man With The Hex"
18. "Midnight At The Oasis"
19. Simon & Garfunkel – "Mrs. Robinson"
20. Blink 182 – "Mutt"
21. Third Eye Blind – "New Girl"
22. Barenaked Ladies – "One Week"
23. Fatboy Slim – "Rockafella Skank"
24. Third Eye Blind – "Semi-Charmed Life"
25. "The Sign"
26. Shades Apart – "Stranger By The Day"
27. Bachelor Number One – "Summertime"
28. Super TransAtlantic – "Super Down"
29. Bic Runga – "Sway"
30. Five Easy Pieces – "Turn It Around"
31. Goldfinger – "Vintage Queen"
32. The Ventures – "Walk Don't Run"
33. The Loose Nuts – "Wishen"
34. Tonic – "You Wanted More"
35. Duke Daniels – "Following A Star"

## Díjak, jelölések
| Év   | Díj                             | Kategória                                      | Jelölt                           | Eredmény |
| ---- | ------------------------------- | ---------------------------------------------- | -------------------------------- | -------- |
| 2000 | American Comedy Award           | Legviccesebb férfi mellékszereplő              | Eugene Levy                      | Jelölve  |
| 2000 | Blockbuster Entertainment Award | Kedvenc férfi mellékszereplő – vígjáték        | Eugene Levy                      | Elnyerte |
| 2000 | Blockbuster Entertainment Award | Kedvenc színész – Újonc (Csak az interneten)   | Jason Biggs                      | Jelölve  |
| 2000 | Blockbuster Entertainment Award | Kedvenc színésznő – Újonc (Csak az interneten) | Mena Suvari                      | Jelölve  |
| 2000 | Bogey Award in Platin           |                                                | Constantin Film (gyártó)         | Elnyerte |
| 2000 | Artios                          | A legjobb szereposztás játékfilm, vígjáték     | Joseph Middleton Michelle Morris | Elnyerte |
| 2000 | CFCA Award                      | Legígéretesebb színész                         | Chris Klein                      | Jelölve  |
| 2000 | Golden Slate                    | Legjobb tini mozi                              |                                  | Elnyerte |
| 2000 | Golden Screen                   |                                                | Constantin Film (gyártó)         | Elnyerte |
| 2000 | Golden Screen with 1 Star       |                                                | Constantin Film (gyártó)         | Elnyerte |
| 2000 | MTV Movie Award                 | Legjobb komikus alakítás                       | Jason Biggs                      | Jelölve  |
| 2000 | MTV Movie Award                 | Legjobb film                                   |                                  | Jelölve  |
| 2000 | MTV Movie Award                 | Áttörő női alakítás                            | Shannon Elizabeth                | Jelölve  |
| 2000 | MTV Movie Award                 | Áttörő férfi alakítás                          | Jason Biggs                      | Jelölve  |
| 2000 | Teen Choice Award               | Film – Choice Actor                            | Jason Biggs                      | Jelölve  |
| 2000 | Teen Choice Award               | Film – Choice Breakout Performance             | Chris Klein                      | Jelölve  |
| 2000 | Teen Choice Award               | Film – Choice Chemistry                        | Jason Biggs és a pite            | Jelölve  |
| 2000 | Teen Choice Award               | Film – Choice Comedy                           |                                  | Jelölve  |
| 2000 | Teen Choice Award               | Film – Choice Liar                             | Chris Klein                      | Jelölve  |
| 2000 | Teen Choice Award               | Film – Choice Sleazebag                        | Seann William Scott              | Jelölve  |
| 2000 | Young Hollywood Award           | Legjobb együttesen szereplők                   |                                  | Elnyerte |
| 2000 | Young Hollywood Award           | Legjobb filmzene                               | Gary Jones                       | Elnyerte |
| 2000 | Young Hollywood Award           | Áttörő női alakítás                            | Mena Suvari                      | Elnyerte |